# … Baby One More Time Tour
Die … Baby One More Time Tour war die erste Konzert-Tour der US-amerikanischen Pop-Sängerin Britney Spears. Mit dieser Tournee, die nur in den USA und Kanada stattfand, warb Spears für ihr Debüt-Album … Baby One More Time.

## Überblick
Die Tour wurde im März 1999 bekannt gegeben und die Daten wurden einen Monat später veröffentlicht. Tommy Hilfiger wurde als Sponsor der Tour gewählt. Eine Verlängerung der Tour, mit dem Namen „Crazy 2K Tour“, wurde im Dezember 1999 bekannt gegeben. Die Sponsoren für die Verlängerung waren Got Milk? und Polaroid. Das Konzept und die Kostüme wurden von Spears gestaltet. Die Bühne änderten sie am Anfang der Verlängerung, um Pyrotechnik und spezielle Effekte in die Show einzubringen.
Die Show wurde in verschiedene Segmente geteilt. Der Setliste bestand aus Liedern von ihrem Debüt-Album und vielen Coverversionen, u. a. von Madonna und Janet Jackson. Nach der Verlängerung der Tour wurden die Coverversionen durch Lieder von Spears’ zweitem Studio-Album Oops!… I Did It Again ersetzt. Die Tour erhielt positive Kritiken von vielen Kritikern. Während der Tour wurde Spears wegen ihres Playbacks angeklagt, obwohl sie diese Ansprüche bestritt. Eine Show der Tour wurde aufgenommen und auf FOX ausgestrahlt. Eine offizielle DVD mit dem Namen Live and More! wurde auch veröffentlicht.

## Hintergrund
Am 5. März 1999 wurde berichtet, dass Spears ihre erste Konzert-Tour planen würde, um ihr erstes Studioalbum zu unterstützen. Kurz darauf gab sie bekannt, dass die Tour im Juni anfangen würde. Am 12. Mai 1999 wurde Tommy Hilfiger als der Sponsor der Tour bekannt gegeben. Während dieser Zeit der Ansage wurde Spears in der „AllStars“-Kampagne des Unternehmens gezeigt. Hilfiger sagte über den Unterstützungsausspruch:
„Meine Leidenschaft für die Musik hat immer meine Designs begeistert. In diesem Jahr haben wir wirklich Musik in die vorderste Reihe von allem gestellt, was wir tun. Britney vertritt den Geist der Tommy Jeans und von der Jugend heute. Ich kann nicht an etwas besseres denken, als dieses aufregende Jahr fortzusetzen, indem ich einen von heutigen heißesten, jungen Pop-Künstlern fördere.“
Der zweite Sponsor sollte Nestlé sein. Das Unternehmen stieg aber aus, da provokante Bilder von Spears, die von David LaChapelle geschossen wurden, im Rolling Stone veröffentlicht worden waren. Am 9. April 1999 wurden die Daten der Tour von Pollstar veröffentlicht. Die Tour startete am 28. Juni 1999 in Pompano Beach in Florida.

## Vorgruppen
- C-Note (Nordamerika)
- Steps (Nordamerika)
- Boyz N Girlz United (Nordamerika)
- P.Y.T. (Nordamerika)
- Michael Fredo (Nordamerika)
- Third Storee (Nordamerika)
- Sky (Kanada)
- LFO (Nordamerika)
- Bosson (Nordamerika)
- Destiny’s Child (Hawaii)

## Songliste
1999
1. School Roll Call (Intro)
2. (You Drive Me) Crazy
3. Soda Pop
4. Born to Make You Happy
5. From the Bottom of My Broken Heart
6. Vogue (Zwischenspiel)
7. 80’s Medley:
  1. Material Girl
  2. Black Cat
  3. Nasty
8. The Beat Goes On
9. Meet the Dancers (Zwischenspiel)
10. I Will Be There
11. Open Arms
12. Sometimes
13. … Baby One More Time

2000
1. School Roll Call (Zwischenspiel)
2. (You Drive Me) Crazy (mit Teilen von … Baby One More Time)
3. Born to Make You Happy
4. I Will Be There
5. Hand Jive (Zwischenspiel)
6. Don’t Let Me Be the Last to Know
7. Oops!… I Did It Again
8. Who is the Ultimate Heartbreaker? (Zwischenspiel)
9. From the Bottom of My Broken Heart
10. The Beat Goes On
11. Meet the Dancers (Zwischenspiel)
12. Meet the Band (Zwischenspiel)
13. Sometimes
14. … Baby One More Time

## Tourdaten
| Datum            | Stadt            | Land             | Austragungsort                       |
| Nordamerika 1999 | Nordamerika 1999 | Nordamerika 1999 | Nordamerika 1999                     |
| ---------------- | ---------------- | ---------------- | ------------------------------------ |
| 28. Juni 1999    | Pompano Beach    | USA              | Pompano Beach Amphitheatre           |
| 29. Juni 1999    | Tampa            | USA              | USF Sun Dome                         |
| 1. Juli 1999     | Atlanta          | USA              | Atlanta Civic Center                 |
| 2. Juli 1999     | Myrtle Beach     | USA              | House of Blues                       |
| 3. Juli 1999     | Doswell          | USA              | Paramount Theatre                    |
| 5. Juli 1999     | Bethel           | USA              | Max Yasgur’s Farm                    |
| 6. Juli 1999     | Washington, D.C. | USA              | DAR Constitution Hall                |
| 7. Juli 1999     | New York City    | USA              | Hammerstein Ballroom                 |
| 8. Juli 1999     | Hershey          | USA              | Star Pavilion at Hersheypark Stadium |
| 9. Juli 1999     | Scranton         | USA              | Montage Mountain Amphitheater        |
| 10. Juli 1999    | Corfu            | USA              | Darien Lake Theme Park Resort        |
| 11. Juli 1999    | Schenectady      | USA              | Proctor’s Theatre                    |
| 13. Juli 1999    | Hamilton         | Kanada           | Copps Coliseum                       |
| 14. Juli 1999    | Toronto          | Kanada           | Molson Amphitheatre                  |
| 16. Juli 1999    | Ottawa           | Kanada           | WordPerfect Theatre at Corel Centre  |
| 17. Juli 1999    | Montreal         | Kanada           | Molson Centre                        |
| 20. Juli 1999    | Winnipeg         | Kanada           | Centennial Concert Hall              |
| 21. Juli 1999    | Saskatoon        | Kanada           | Saskatchewan Place                   |
| 22. Juli 1999    | Edmonton         | Kanada           | Skyreach Centre                      |
| 23. Juli 1999    | Calgary          | Kanada           | Canadian Airlines Saddledome         |
| 25. Juli 1999    | Vancouver        | Kanada           | General Motors Place                 |
| 26. Juli 1999    | Seattle          | USA              | Seattle Center Arena                 |
| 27. Juli 1999    | Hillsboro        | USA              | DeMar Batchelor Amphitheater         |
| 29. Juli 1999    | Oakland          | USA              | Paramount Theatre                    |
| 30. Juli 1999    | Paso Robles      | USA              | Main Grandstand Arena                |
| 31. Juli 1999    | Los Angeles      | USA              | Universal Amphitheatre               |
| 3. Aug. 1999     | Brighton         | USA              | Bromley Companies Stage              |
| 4. Aug. 1999     | Denver           | USA              | Paramount Theatre                    |
| 6. Aug. 1999     | Arlington        | USA              | AT&T Music Mill Amphitheater         |
| 7. Aug. 1999     | Houston          | USA              | Aerial Theater                       |
| 8. Aug. 1999     | New Orleans      | USA              | Lakefront Arena                      |
| 10. Aug. 1999    | Memphis          | USA              | Mud Island Amphitheater              |
| 11. Aug. 1999    | Nashville        | USA              | Grand Ole Opry House                 |
| 13. Aug. 1999    | Eureka           | USA              | Old Glory Amphitheater               |
| 14. Aug. 1999    | Omaha            | USA              | Ak-sar-Ben                           |
| 15. Aug. 1999    | Sioux Falls      | USA              | W.H. Lyon Fairgrounds Grandstand     |
| 17. Aug. 1999    | Rosemont         | USA              | Rosemont Theatre                     |
| 18. Aug. 1999    | Columbus         | USA              | Veterans Memorial Auditorium         |
| 19. Aug. 1999    | Fairlea          | USA              | State Fair Event Center              |
| 20. Aug. 1999    | Adrian           | USA              | Lenawee County Fair                  |
| 21. Aug. 1999    | Orlando          | USA              | Hard Rock Live                       |
| 25. Aug. 1999    | Indianapolis     | USA              | Egyptian Room                        |
| 26. Aug. 1999    | Cleveland        | USA              | Nautica Stage                        |
| 27. Aug. 1999    | Mason            | USA              | Timberwolf Amphitheatre              |
| 29. Aug. 1999    | Upper Darby      | USA              | Tower Theatre                        |
| 30. Aug. 1999    | Essex Junction   | USA              | Champlain Valley Fair Grandstand     |
| 1. Sep. 1999     | Boston           | USA              | FleetBoston Pavilion                 |
| 2. Sep. 1999     | Syracuse         | USA              | Mohegan Sun Grandstand               |
| 3. Sep. 1999     | Wallingford      | USA              | Oakdale Theatre                      |
| 4. Sep. 1999     | Baltimore        | USA              | Pier 6 Pavilion                      |
| 5. Sep. 1999     | Allentown        | USA              | Allentown Fairgrounds Grandstand     |
| 10. Sep. 1999    | Salt Lake City   | USA              | Utah State Fair Grandstand           |
| 11. Sep. 1999    | Hutchinson       | USA              | KSF Grandstand                       |
| 12. Sep. 1999    | Detroit          | USA              | State Theatre                        |
| 14. Sep. 1999    | Allegan          | USA              | ACC Grandstand                       |
| 15. Sep. 1999    | York             | USA              | Grandstand at the York Fair          |

| Datum            | Stadt             | Land             | Austragungsort              |
| Nordamerika 2000 | Nordamerika 2000  | Nordamerika 2000 | Nordamerika 2000            |
| ---------------- | ----------------- | ---------------- | --------------------------- |
| 8. März 2000     | Pensacola         | USA              | Pensacola Civic Center      |
| 9. März 2000     | Birmingham        | USA              | BJCC Coliseum               |
| 10. März 2000    | North Little Rock | USA              | Alltel Arena                |
| 12. März 2000    | Memphis           | USA              | Pyramid Arena               |
| 13. März 2000    | Louisville        | USA              | Freedom Hall                |
| 14. März 2000    | Auburn Hills      | USA              | The Palace of Auburn Hills  |
| 15. März 2000    | Cincinnati        | USA              | Firstar Center              |
| 19. März 2000    | Grand Rapids      | USA              | Van Andel Arena             |
| 20. März 2000    | Moline            | USA              | The MARK of the Quad Cities |
| 21. März 2000    | Madison           | USA              | Kohl Center                 |
| 22. März 2000    | Rosemont          | USA              | Allstate Arena              |
| 23. März 2000    | Rosemont          | USA              | Allstate Arena              |
| 25. März 2000    | Worcester         | USA              | Worcester’s Centrum Centre  |
| 26. März 2000    | Baltimore         | USA              | Baltimore Arena             |
| 27. März 2000    | Albany            | USA              | Pepsi Arena                 |
| 29. März 2000    | Greensboro        | USA              | Greensboro Coliseum         |
| 31. März 2000    | Tampa             | USA              | Ice Palace                  |
| 1. Apr. 2000     | Miami             | USA              | American Airlines Arena     |
| 2. Apr. 2000     | Daytona Beach     | USA              | Ocean Center                |
| 4. Apr. 2000     | New Orleans       | USA              | New Orleans Arena           |
| 6. Apr. 2000     | Greenville        | USA              | BI-LO Center                |
| 7. Apr. 2000     | Roanoke           | USA              | Roanoke Civic Center        |
| 8. Apr. 2000     | Charleston        | USA              | Charleston Civic Center     |
| 20. Apr. 2000    | Honolulu          | USA              | Hilton Hawaiian Village     |